# Елизабет фон Лойхтенберг
Елизабет фон Лойхтенберг (на немски: Elisabeth von Leuchtenberg; * март 1537 или януари 1538; † 6 юли 1579, Диленбург) е ландграфиня от Лойхтенберг и чрез женитба графиня на Насау-Диленбург.

## Произход
Тя е дъщеря на ландграф Георг III фон Лойхтенберг (1502 – 1555) и Барбара фон Бранденбург-Ансбах-Кулмбах (1495 – 1552) от фамилията Хоенцолерн, дъщеря на маркграф Фридрих II фон Бранденбург-Ансбах-Кулмбах.

## Фамилия
Елизабет се омъжва на 6 юни 1559 г. в дворец Диленбург за граф Йохан VI фон Насау-Диленбург (1536 – 1606). Тя е първата му съпруга. Двамата имат единадесет деца:
- Вилхелм Лудвиг (1560 – 1620), щатхалтер на Фризия (Гронинген)
∞ 1587 Анна фон Ораниен-Насау (1563 – 1588)
- Йохан (1561 – 1623), Средния
∞ 1. 1581 графиня Магдалена фон Валдек (1558 – 1599)
∞ 2. 1603 принцеса Марагрета фон Шлезвиг-Холщайн-Зондербург-Пльон (1583 – 1658)
- Георг (1562 – 1623)
∞ 1. 1548 Анна Амалия фон Насау-Саарбрюкен (1565 – 1605)
∞ 2. 1605 графиня Амалия фон Сайн-Витгенщайн (1585 – 1633)
- Елизабет (1564 – 1611)
∞ 1. 1583 Филип фон Насау-Саарбрюкен (1542 – 1602)
∞ 2. 1603 граф Волфганг Ернст I фон Изенбург-Бюдинген (1560 – 1633)
- Юлиана (1565 – 1630)
∞ 1. 1588 Вилд-и Рейнграф Адолф Хайнрих фон Салм-Даун (1557 – 1606)
∞ 2. 1619 граф Йохан Албрехт I фон Золмс-Браунфелс (1563 – 1623)
- Филип (1566 – 1595)
- Мария (1568 – 1625)
∞ 1588 граф Йохан Лудвиг I фон Насау-Висбаден (1567 – 1596)
- Анна Сибила (1569 – 1576)
- Матилда (1570 – 1625)
∞ 1592 граф Вилхелм V фон Мансфелд-Арнщайн (1555 – 1615)
- Ернст Казимир (1573 – 1632), щатхалтер на Фризия и Гронинген
∞ 1607 херцогиня София Хедвиг фон Брауншвайг-Волфенбютел (1592 – 1642)
- Лудвиг Гюнтер (1575 – 1604, убит пред Слойс)
∞ 1601 графиня Маргарета фон Мандершайд-Бланкенхайм (1575 – 1606)

Елизабет умира на 6 юли 1579 г. в Диленбург на 41 години. След нейната смърт Йохан VI се жени два пъти.